# ヤン・クーネン
ヤン・クーネン（Jan Kounen, 1964年5月2日 - ）はフランスで活躍する映画監督、脚本家、映画プロデューサー。オランダ・ユトレヒト出身。
代表作は『ドーベルマン』。

## 略歴
国立高等装飾美術学校の学生時は映画やアニメーションを専攻。卒業後、ErasureやElmer Food Beatのミュージック・ビデオを手がけ、短編映画を発表する。1997年には自身の初長編映画監督作品『ドーベルマン』を公開した。
押井守や大友克洋のアニメと塚本晋也のファンであることを公言している。

## 出演作品
- Cinématon - (1984年、出演) 日本未公開。Gérard Courant監督作品。
- Gisèle Kérosène - (1989年、カメオ出演)
- Je suis ton châtiment - (1996年、出演) 日本未公開。Gérard Courant監督作品。
- ドーベルマン - Dobermann (1997年、カメオ出演)
- ブルーベリー - Blueberry, l'expérience secrète (2004年、カメオ出演)

## 監督作品
- Gisèle Kérosène - (1989年) 日本未公開。五分間の短編映画。
- L'Âge de plastic - (1990年) 日本未公開。短編映画。
- キャプテンX - Capitaine X (1994年、製作・共同脚本) 短編映画。ヤン・クーネンの短編映画集『ドーベルマン・エクスプレス』に収録。
- ヴィブロボーイ - Vibroboy (1994年、製作・共同脚本) 同上。
- 赤ずきん - Le Dernier chaperon rouge (1996年、共同脚本) 同上。
- ドーベルマン - Dobermann (1997年)
- Bâtards, de Frédéric Saurel - (2002年、共同監督・共同脚本) クレジットに表記なし。
- ブルーベリー - Blueberry, l'expérience secrète (2004年) ジャン・ミシェル・ラコール作話、メビウス作画の著名なバンド・デシネ作品・『ブルーベリー』の映画化作品。日本未公開。
- D'autres mondes - (2004年、プロデュース) 英題はOther Worlds。日本未公開。
- Darshan - (2005年) ドキュメンタリー映画。日本未公開。
- シャネル&ストラヴィンスキー Coco Chanel & Igor Stravinsky (2009)
- Vape Wave (2015)
- Mon cousin (2020)